# Discografia di Roger Waters
Questa pagina riporta i dati relativi alla discografia di Roger Waters. 
Lo strumento principale di Roger Waters è il basso elettrico. Ha suonato brevemente un basso Höfner ma lo ha sostituito con un Rickenbacker RM-1999/4001S, fino al 1970 circa, quando è passato ai bassi Fender Precision. Suona spesso il basso usando il plettro, ma è noto anche per suonare il fingerstyle. Non solo bassista e cantante, Waters ha sperimentato con isintetizzatori EMS Synthi A e VCS 3 e ha suonato ritmica elettrica e chitarre acustiche in registrazioni e in concerto. Nel corso della sua carriera ha utilizzato Selmer, WEM, Hiwatt e Ashdownamplificatori, impiegando anche effetti delay, tremolo, chorus, panning e phaser nella sua musica.
La sua carriera da solista ha incluso quattro album in studio: The Pro and Cons of Hitchhiking (1984), Radio KAOS (1987), Amused to Death (1992) e Is This the Life We Really Want? (2017). I pro ei contro dell'autostop, è stato certificato Gold dalla RIAA. Amused to Death è la registrazione da solista più acclamata dalla critica di Waters fino ad oggi, ottenendo alcuni paragoni con il suo precedente lavoro con i Pink Floyd. Waters ha descritto il disco come "un lavoro straordinario", classificando l'album con The Dark Side of the Moon e The Wall come uno dei migliori della sua carriera. L'album ha avuto un successo , la canzone " What God Wants, Part 1 ", che ha raggiunto il numero 35 nel Regno Unito nel settembre 1992 e il numero 5 nella classifica Mainstream Rock di Billboard negli Stati Uniti. Amused to Death è stato certificato Silver dall'industria fonografica britannica. Jeff Beck ha suonato la chitarra solista in molte delle tracce dell'album, che sono state registrate con un impressionante cast di musicisti in studio in dieci diversi studi. Le vendite di Amused to Death hanno superato il milione e non c'è stato alcun tour a sostegno di questo album. Waters avrebbe eseguito per la prima volta materiale da esso sette anni dopo durante il suo tour In the Flesh.
Nel 1986, ha contribuito con canzoni e una colonna sonora alla colonna sonora del film When the Wind Blows basato sull'omonimo libro di Raymond Briggs. Nel 1990, ha messo in scena uno dei più grandi concerti rock della storia, The Wall - Live in Berlin, sul terreno vacante tra Potsdamer Platz e la Porta di Brandeburgo, con una partecipazione stimata di 200.000 persone. Nel 1996, Waters è stato inserito nella Rock and Roll Hall of Fame degli Stati Uniti e del Regno Unito come membro dei Pink Floyd. Ha fatto molti tour come solista dal 1999 e ha suonato The Dark Side of the Moon nella sua interezza per i suoi tour mondiali del 2006-2008. Nel 2005 ha pubblicato Ça Ira , un'opera in tre atti tradotta dal libretto di Etienne Roda-Gil e sua moglie Nadine Delahaye sull'inizio della Rivoluzione francese. Il 2 luglio 2005, si è riunito con altri membri dei Pink Floyd - Nick Mason, Richard Wright e David Gilmour - per il concerto Live 8 all'Hyde Park di Londra, l'unica apparizione dei Pink Floyd con Waters dalla loro esibizione di The Wall a Earls Court in Londra 24 anni prima. Nel 2010, ha iniziato il tour The Wall Live, che si è concluso nel 2013.

## Album

### Album in studio
| 1984                                                                                            | The Pros and Cons of Hitch Hiking - Pubblicazione: 30 aprile 1984 - Etichette: Harvest, CBS - Formati: CD, CS, LP, DL           | 31 | 1   | 3  | 4 | 12 | 30 | 13 | 49 | 14 | - USA: Oro                                 |
| 1987                                                                                            | Radio K.A.O.S. - Pubblicazione: 15 giugno 1987 - Etichette: EMI, CBS - Formati: CD, CS, LP, DL                                  | 50 | 31  | 12 | 6 | 20 | 33 | 25 | 58 | 13 | - CAN: Oro                                 |
| 1992                                                                                            | Amused to Death - Pubblicazione: 1º settembre 1992 - Etichetta: CBS - Formati: CD, CS, LP                                       | 21 | 10  | 10 | 2 | 15 | 14 | 8  | 42 | 6  | - CAN: Oro - UK: Argento                   |
| 2017                                                                                            | Is This The Life We Really Want? - Pubblicazione: 2 giugno 2017 - Etichetta: Columbia - Formati: CD, LP                         | 11 | 2   | 3  | 1 | 1  | 7  | 3  | 3  | 2  | - BPI: Argento - FIMI: Oro - IFPI SVI: Oro |
| 2018                                                                                            | Igor Stravinsky's The Soldier's Tale - Pubblicazione: 26 ottobre 2018 - Etichetta: Sony Classical Masterworks - Formati: CD, LP | —  | 163 | —  | — | —  | —  | —  | —  | —  |                                            |
| "—" significa che l'album non è entrato in classifica o non è stato pubblicato in quello stato. | |    |     |    |   |    |    |    |    |    |                                            |

### Album dal vivo
| 1990                                                                                            | The Wall - Live in Berlin - Pubblicazione: agosto 1990 - Etichetta: Mercury - Formati: CD, SACD, CD+DVD, CS, LP, DL | 56  | 15 | 34 | 17 | 11 | 10  | 25 | 27  | 10 | 4  | 47 | - CAN: 2x Platino |
| 2000                                                                                            | In the Flesh - Live - Pubblicazione: 5 dicembre 2000 - Etichetta: Columbia - Formati: CD, SACD, CD+DVD, CS, DL      | 136 | 10 | 10 | 2  | 15 | 100 | –  | 170 | 99 | 24 | 13 |                   |
| 2015                                                                                            | Roger Waters The Wall - Pubblicazione: 20 novembre 2015 - Etichetta: Legacy - Formati: CD, CD+DVD, CD+Blu-ray, LP   | 134 | 19 | —  | 11 | 20 | 46  | 29 | 53  | 22 | 38 | —  |                   |
| 2020                                                                                            | Roger Waters: Us + Them - Pubblicazione: 3 ottobre 2020 - Etichetta: Legacy - Formati: CD, LP                       | —   | 15 | —  | —  | 6  | 35  | —  | 9   | 4  | —  | 3  |                   |
| "—" significa che l'album non è entrato in classifica o non è stato pubblicato in quello stato. | |     |    |    |    |    |     |    |     |    |    |    |                   |

### Opere
| 2005                                                                                            | Ça ira - Pubblicazione: 4 ottobre 2005 - Etichette: Sony Classical, Columbia - Formati: CD, CD+DVD, SACD, DL | 12 | 187 | - POL: Platinum |
| "—" significa che l'album non è entrato in classifica o non è stato pubblicato in quello stato. | |    |     |                 |

### Raccolte
| 2002                                                                                            | Flickering Flame - The Solo Years, Volume One - Pubblicazione: 30 aprile 2002 - Etichette: Columbia, Sony Music - Formati: CD, DL | 21 | 62 | 53 | 43 |
| "—" significa che l'album non è entrato in classifica o non è stato pubblicato in quello stato. | |    |    |    |    |

### Colonne sonore
| Anno | Titolo |
| ---- | --- |
| 1970 | Music from "The Body" (con Ron Geesin) - Pubblicazione: 28 novembre 1970 - Etichetta: Harvest, EMI - Formati: CD, CS, LP, DL |
| 1987 | When the Wind Blows (con artisti vari) - Pubblicazione: 16 maggio 1986 - Etichetta: Virgin - Formati: CD, CS, LP             |

### Altri album
| Anno | Titolo                                                                                           |
| ---- | ------------------------------------------------------------------------------------------------ |
| 2015 | Pros and Cons (The Interviews) - Pubblicazione: 7 aprile 2015 - Etichetta: Euromax - Formati: CD |

## Box sets
| Anno | Titolo                                                                         | Posizione più alta in classifica |
| Anno | Titolo                                                                         | NOR                              |
| ---- | ------------------------------------------------------------------------------ | -------------------------------- |
| 2011 | The Collection - Pubblicazione: 2011 - Etichetta: Columbia - Formati: 7 CD+DVD | 34                               |

## EP
- 2022 - The Lockdown Sessions[30]

## Singoli
| Anno                                                      | Titolo                                                                                          | Classifiche | Classifiche | Album di provenienza                              |
| Anno                                                      | Titolo                                                                                          | UK          | US Main.    | Album di provenienza                              |
| --------------------------------------------------------- | ----------------------------------------------------------------------------------------------- | ----------- | ----------- | ------------------------------------------------- |
| 1984                                                      | 5:01 AM (The Pros and Cons of Hitch Hiking)                                                     | 76          | 17          | The Pros and Cons of Hitch Hiking                 |
| 1984                                                      | 5:06 AM (Every Stranger's Eyes)                                                                 | —           | —           | The Pros and Cons of Hitch Hiking                 |
| 1985                                                      | Sexual Revolution                                                                               | —           | —           | The Pros and Cons of Hitch Hiking                 |
| 1987                                                      | Radio Waves                                                                                     | 74          | 12          | Radio K.A.O.S.                                    |
| 1987                                                      | Sunset Strip                                                                                    | —           | 15          | Radio K.A.O.S.                                    |
| 1987                                                      | The Tide Is Turning (After Live Aid)                                                            | 54          | —           | Radio K.A.O.S.                                    |
| 1988                                                      | Who Needs Information                                                                           | —           | —           | Radio K.A.O.S.                                    |
| 1990                                                      | Another Brick in the Wall (Part 2) (con Cyndi Lauper)                                           | 82          | —           | The Wall - Live in Berlin                         |
| 1990                                                      | The Tide Is Turning (con Joni Mitchell, Cyndi Lauper, Bryan Adams, Van Morrison e Paul Carrack) | —           | —           | The Wall - Live in Berlin                         |
| 1992                                                      | What God Wants, Part 1                                                                          | 35          | 4           | Amused to Death                                   |
| 1992                                                      | The Bravery of Being Out of Range                                                               | —           | —           | Amused to Death                                   |
| 1993                                                      | Three Wishes                                                                                    | —           | —           | Amused to Death                                   |
| 2004                                                      | To Kill the Child/Leaving Beirut                                                                | —           | —           | /                                                 |
| 2007                                                      | Hello (I Love You) (con Howard Shore)                                                           | —           | —           | Mimzy - Il segreto dell'universo (colonna sonora) |
| 2010                                                      | We Shall Overcome                                                                               | —           | —           | /                                                 |
| 2017                                                      | Smell the Roses                                                                                 | —           | —           | Is This the Life We Really Want?                  |
| 2017                                                      | Déjà Vu                                                                                         | —           | —           | Is This the Life We Really Want?                  |
| 2017                                                      | The Last Refugee                                                                                | —           | —           | Is This the Life We Really Want?                  |
| 2022                                                      | Comfortably Numb 2022                                                                           | —           | —           | /                                                 |
| "—" significa che il singolo non è entrato in classifica. |                                                                                                 |             |             |                                                   |

## Altre apparizioni
| Anno | Titolo                                                 | Collaboratore      | Canzone |
| ---- | ------------------------------------------------------ | ------------------ | --- |
| 1999 | Colonna sonora di La leggenda del pianista sull'oceano | Ennio Morricone    | Il brano "Lost Boys Calling" interpretato da Ennio Morricone feat. Eddie Van Halen e Roger Waters |
| 2000 | Vagabond Ways                                          | Marianne Faithfull | La canzone "Incarceration of a Flower Child" è scritta da Roger Waters, che suona anche il basso e le tastiere |
| 2007 | Live Earth: The Concerts for a Climate in Crisis       | Artisti Vari       | L'album contiene il brano "Another Brick in the Wall Part II" eseguito da Roger Waters che include anche la canzone "The Happiest Days of Our Lives" |
| 2013 | Love for Levon: Benefit to Save the Barn               | Artisti Vari       | L'album presenta Roger Waters che esegue le canzoni "The Night They Drove Old Dixie Down" (con My Morning Jacket e GE Smith) e "Wide River To Cross" (con GE Smith) |
| 2013 | 12-12-12: The Concert for Sandy Relief                 | Artisti Vari       | L'album presenta Roger Waters che esegue le canzoni "Another Brick in the Atlantic Wall Part I, II & III" (le canzoni effettive sono "The Happiest Days of Our Lives", "Another Brick in the Wall (Part 2)" e jam based nella canzone), " Us and Them " e "Comfortably Numb" (con Eddie Vedder) |

## Videografia

### Album video
| 1990                                                                                            | The Wall - Live in Berlin - Pubblicazione: 1990 - Etichetta: PolyGram Music Video - Formati: Laserdisc, VHS, DVD | 6   | 8 | —  | - USA: Oro - CAN: Platino                              |
| 2000                                                                                            | In the Flesh - Live - Pubblicazione: 5 dicembre 2000 - Etichetta: Columbia - Formati: VHS, DVD                   | 19  | 1 | 1  | - USA: Platino - POL: Oro - GER: Oro                   |
| 2014                                                                                            | Roger Waters the Wall - Pubblicazione: 29 settembre 2015 - Etichetta: Legacy - Formati: DVD, Blu-ray             | 134 | — | 19 | - BPI: Platino - BVMI: Oro - RIAA: Platino - ZPAV: Oro |
| 2020                                                                                            | Roger Waters: Us + Them - Pubblicazione: 2 ottobre 2020 - Etichetta: Sony Music - Formati: DVD, Blu-ray          | —   | — | —  |                                                        |
| "—" significa che l'album non è entrato in classifica o non è stato pubblicato in quello stato. | |     |   |    |                                                        |

### Video musicali
| Anno | Titolo                            | Regista                   | Album di provenienza              |
| ---- | --------------------------------- | ------------------------- | --------------------------------- |
| 1984 | The Pros and Cons of Hitch Hiking |                           | The Pros and Cons of Hitch Hiking |
| 1984 | Every Strangers Eyes              |                           | The Pros and Cons of Hitch Hiking |
| 1984 | Sexual Revolution                 |                           | The Pros and Cons of Hitch Hiking |
| 1987 | Radio Waves                       |                           | Radio K.A.O.S.                    |
| 1987 | Sunset Strip                      |                           | Radio K.A.O.S.                    |
| 1987 | The Tide Is Turning               |                           | Radio K.A.O.S.                    |
| 1992 | What God Wants, Part I            |                           | Amused to Death                   |
| 1992 | Three Wishes                      |                           | Amused to Death                   |
| 1992 | Amused to Death                   |                           | Amused to Death                   |
| 2015 | What God Wants, Part I (2015)     |                           | Amused to Death                   |
| 2017 | The Last Refugee                  | Sean Evans & Roger Waters | Is This the Life We Really Want?  |
| 2017 | Wait for Her                      | Sean Evans                | Is This the Life We Really Want?  |